# Montigny-les-Jongleurs
Montigny-les-Jongleurs – miejscowość i gmina we Francji, w regionie Hauts-de-France, w departamencie Somma.
Według danych na rok 1990 gminę zamieszkiwało 88 osób, a gęstość zaludnienia wynosiła 18 osób/km² (wśród 2293 gmin Pikardii Montigny-les-Jongleurs plasuje się na 909. miejscu pod względem liczby ludności, natomiast pod względem powierzchni na miejscu 885.).